# 에어린에어
에어린에어(프랑스어: Société Airlinair)는 에어프랑스의 지분에 등록된 자회사이자 프랑스의 지역 항공사로 1998년에 설립한 항공사로 파리 오를리 공항과 생텍쥐페리 국제공항을 허브 공항을 사용한다. 에어린 에어는 주로 프랑스의 국내선 노선과 유럽의 국제선 노선을 취항했으나 2013년에 레지오날, 브릿 에어가 합병하면서 HOP!이 설립됐다.

## 보유 기종
- 2012년 4월 기준으로 에어린에어는 다음과 같은 기종을 보유하고 있으며 평균 기령은 16.1년이다.[1]

## 같이 보기
- 에어프랑스-KLM
- 마틴 에어
- 알리탈리아
- 케냐 항공
- 브릿 에어
- 트랜스비아닷컴 프랑스